# Amorphophallus atroviridis
Amorphophallus atroviridis är en kallaväxtart som beskrevs av Wilbert Leonard Anna Hetterscheid. Amorphophallus atroviridis ingår i släktet Amorphophallus och familjen kallaväxter. Inga underarter finns listade.